# 福島市道15号笹谷中野線
福島市道15号笹谷中野線（ふくしましどう15ごう ささや なかのせん）は、福島県福島市にある一級市道である。

## 概要
- 起点：福島市笹谷字出水頭（福島県道312号折戸笹谷線交点）
- 終点：福島市飯坂町中野字瀬沼下（国道13号交点）
- 延長：5.0054㎞
- 路線認定年月日：1983年2月8日[1]

福島市北西部を縦断し、接続する福島県道312号折戸笹谷線や、更に市内中心部側の福島県道3号福島飯坂線と併せ、かつての万世大路、旧国道13号に当たる路線である。ほぼ全線が片側1車線にて整備されている。

## 接続路線
- 福島県道312号折戸笹谷線（笹谷字出水頭　起点）
- 福島市道14号北沢又鎌田線（笹谷字向原前）
- 福島県道5号上名倉飯坂伊達線（大笹生字座頭町　座頭町交差点）
- 国道13号（飯坂町中野字瀬沼下）

## 道路施設
南八反田橋
- 全長：21.3m
- 幅員：16.0m
- 形式：単径間PC単純ホロー桁橋
- 竣工：2002年[2]

笹谷字東金屋にて一級水系阿武隈川水系八反田川を渡る。
北八反田橋
- 全長：18.7m
- 幅員：16.0m
- 形式：単径間PC単純ホロー桁橋
- 竣工：2003年[2]

大笹生字鍋田、字赤田から字前久保、字吹矢に至り、一級水系阿武隈川水系八反田川支流の北八反田川を渡る。
上小川橋
- 全長：43.6m
- 幅員：6.2m
- 形式：3径間PC単純T桁橋
- 竣工：1963年[2]

大笹生字木揚場、字川子坂から飯坂町中野字堰坂に至り、一級水系阿武隈川水系摺上川支流小川を渡る。

## 沿線
- 塩竃神社
- 福島県立大笹生支援学校
  - 福島県大笹生学園
- 十六沼
- 十六沼公園
- 中野不動尊